# Herr Omar
Herr Omar är en fiktiv bifigur som är vän till detektiven Ture Sventon och hjälper denne att lösa brott som oftast har orsakats av Ville Vessla.
I långfilmen från 1972 spelades herr Omar av Gösta Bredefeldt, i SVT:s julkalender 1989 av Nils Moritz och i Ture Sventon och Bermudatriangelns hemlighet  av Isa Aouifia. Herr Omar medverkar inte i böckerna Ture Sventon i spökhuset och Ture Sventon i varuhuset.

## Beskrivning
Herr Omar träffade först Sventon då han sålde en flygande matta till denne. Denna matta begagnas sedan flitigt även i de två följande böckerna om Ture Sventon – herr Omars egen matta är, av någon anledning, alltid på konststoppning – men sedan försvinner de flygande mattorna ur böckerna. Omar är en pålitlig arabisk kaffeälskare som har som kännetecken att alltid buga sig för allt och alla. Han pratar mycket, oftast av ren artighet men det kan bli för mycket ibland för Sventon.
Några fraser som är typiska för Omar är "Enligt min ringa mening..." och "Det är för mig en stor ära...".
Omar bor dels i oasen Kaf i den arabiska öknen, dels i den närbelägna staden Djof.